# Новороссийский политехнический институт
Новороссийский политехнический институт — государственное образовательное учреждение высшего образования в Новороссийске, филиал Кубанского государственного технологического университета.

## История
В январе 1938 года Народным комиссаром тяжёлой промышленности СССР в Новороссийске при заводах Главцемента образован учебно-консультационный пункт (УКП) Всесоюзного заочного инженерно-строительного института. В годы Великой Отечественной войны 1941 — 1945 годов работа УКП прекращена. В 1946 году работа учебно-консультационного пункта была возобновлена. С 1961 года учебно-консультационным пунктом в городе Новороссийске руководит доцент Е. П. Эрганов. В 1962 году Приказом министра высшего и среднего специального образования РСФСР УКП был реорганизован в межвузовский учебно-консультационный пункт (МУКП) с вечерней и заочной формами обучения и общетехнической подготовкой на первых трёх курсах с подчинением Краснодарскому политехническому институту. В 1966 году приказом Министерства высшего и среднего специального образования РСФСР МУКП был преобразован в общетехнический факультет (ОТФ) Краснодарского политехнического института с вечерней и заочной формой обучения. В 1970 году решением Новороссийского городского комитета КПСС и исполкома горсовета факультету предоставлено здание общей площадью 2000 м². Созданы 22 учебных лаборатории, контингент студентов достиг 1400 человек, которые обучались по механической, строительной, энергетической и химико-технологической специальностям. С 1983 года по 1990 год руководитель общетехнического факультета доцент В. Г. Омельницкий. В 1996 году Общетехнический факультет преобразован в филиал Кубанского государственного технологического университета. Первым директором филиала стал кандидат технических наук, профессор Ю. Л. Юров.
В сентябре 2002 года Новороссийский филиал КубГТУ приказом Министерства образования РФ преобразован в Новороссийский политехнический институт (филиал) КубГТУ. С 2005 года по 2007 год институтом руководил доктор физико-математических наук, профессор В. Г. Шеманин. С ноября 2007 года по 2017 год Новороссийский политехнический институт возглавляла кандидат экономических наук, доцент О. В. Вильчинская. С конца декабря 2017 года  институтом руководит кандидат исторических наук Т. В. Лохова.

## Образовательная деятельность
- Высшее образование (ВО)
- Многоотраслевой институт подготовки и переподготовки специалистов (МИППС)
- Среднее профессиональное образование (СПО)
- Дополнительное профессиональное образование (ДПО)
- Довузовская подготовка

## Направления подготовки
В Филиале ведется обучение студентов по следующим направлениям высшего профессионального образования:
- 42.03.01 Реклама и связи с общественностью;
- 38.03.04 Государственное и муниципальное  управление;
- 08.03.01 Строительство.

Филиал реализует следующие программы среднего профессионального образования:
- 09.02.03 Программирование в компьютерных системах;
- 19.02.10 Технология продукции общественного питания;
- 38.02.05 Товароведение и экспертиза качества потребительских товаров.

## Студенческая жизнь в институте
В филиале для студентов есть библиотека, интерактивные классы.  Студенты филиала принимают активное участие в жизни города, участвуя в различных культурно-массовых и спортивных мероприятиях.